# Elephantomyia (Elephantomyodes) major uniformis
Elephantomyia (Elephantomyodes) major uniformis is een ondersoort van de tweevleugelige Elephantomyia (Elephantomyodes) major uit de familie steltmuggen (Limoniidae). De ondersoort komt voor in het Oriëntaals gebied.